# Meio-tom
Meio-tom é um método de impressão que simula os tons contínuos de uma imagem, imprimindo pontos de tinta de uma ou mais cores, variando o tamanho e/ou densidade dos pontos.
Os pontos são impressos com um tamanho bem pequeno criando uma ilusão de ótica que mistura a cor do ponto com a cor do fundo, por exemplo, a cor do papel. O efeito tem seus limites, e quando os pontos (ou espaços negativos) ficam muito pequenos ou muito espaçados, a ilusão fica menos perceptível e o cérebro pode começar a perceber pontos individuais de novo. 
O termo meio-tom também é utilizado para se referir a imagem reproduzida com esta técnica. 

## Telas de Meio-tom
Os pontos são organizados em uma grade de linhas perpendiculares (o termo "tela" vem da tradução do termo "Screen" utilizado em inglês). O padrão de pontos usado para representar diferentes tons é chamado de tela de meio-tom.

## Elementos que compõe as Telas de Meio-tom

### Frequência
A frequência determina a quantidade de linhas da tela, geralmente medida em linhas por polegada (lines per inch) e indicada pela abreviação "lpi", por exemplo 150lpi. 
Os pontos são gerados nos encontros entre as linhas da tela e por isso a frequência define a distância entre os centros dos pontos.
Com uma tela de menor frequência, com menos linhas, são gerados menos pontos de um tamanho maior comparado a uma tela de maior frequência, com mais linhas, onde são gerados mais pontos de um tamanho menor. 
Por isso a frequência também pode ser considerada como uma espécie de resolução. Uma frequência maior com mais linhas e mais pontos de um tamanho bem pequeno (maior resolução) consegue reproduzir um maior nível de detalhe da imagem.

### Ângulo
O ângulo define a inclinação da tela. Uma tela com 0˚ ou 90˚ produz linhas de pontos verticais ou horizontais. Dependendo da referência de medição adotada, valores diferentes podem corresponder a mesma inclinação, por exemplo uma tela de 15˚ é igual a uma tela de 105˚. 
Para reproduzir uma imagem monocromática (preta e branca) formada por uma única retícula é comum usar o ângulo de 45º para que o padrão de repetição dos pontos não fique tão evidente.
Na impressão a 4 cores também conhecida como Quadricromia, a combinação de ângulos das 4 telas é particularmente importante para evitar o efeito de padrão moiré. Para isso foram estabelecidas combinações padronizadas como por exemplo 15˚, 45˚, 75˚ e 90˚. Essas combinações garantem a distribuição homogênea dos pontos criando pequenos círculos de pontos também conhecidos como rosetas.

### Forma do Ponto
A forma do ponto pode variar, o ponto redondo é o mais comum, mas também é usada a elipse, o quadrado e a forma de diamante (quadrado com giro de 45˚). Outras formas menos comuns como linha e cruz podem ser usadas em situações especiais ou com fins artísticos.